# バット・ケイヴ (ノースカロライナ州)
バット・ケイヴ (Bat Cave ) はアメリカ合衆国ノースカロライナ州ヘンダーソン郡の非法人地域である。アシュビル都市圏に属している。レイク・ルーア・ハイウェイ(アメリカ国道64号線、74号線、州道9号線)に沿って位置しており、ブロード川岸沿いのヘンダーソンビルの14.6マイル (23.5 km)北東にある。
近くのブルーロック山(バット・ケイヴ山と呼ばれることもある)の洞窟(ケイヴ)に数種類のコウモリ(バット)が住むことからこの地名が名付けられた。北アメリカ最大の花崗岩の亀裂による洞窟であり、保護区でもあるため一般には公開されていない。
全ての消防団員はボランティアであり、隔月発行の新聞は『ザ・バット・ビズ』である。